# Rezerwuar zarazków
Rezerwuar zarazków – elementy przyrody ożywionej i nieożywionej zakażone/skażone patogenami, z których istnieje możliwość przeniesienia zarazków (zakażenia) na eukarionty. Rezerwuar jest dla danych zarazków środowiskiem, w którym się rozmnażają.
Przykłady:
- koń jest rezerwuarem dla laseczek tężca Clostridium tetani,
- człowiek jest rezerwuarem dla wirusów HIV,
- gryzonie są rezerwuarem dla pałeczek dżumy Yersinia pestis.

Rezerwuar zarazków stanowi pierwsze ogniwo łańcucha epidemiologicznego.